# Список керівників держав 161 року
В даній статті представлені керівники державних утворень. Також фрагментарно зазначені керівники нижчих рівнів. З огляду на неможливість точнішого датування певні роки владарювання наведені приблизно.
Список керівників держав 161 року — це перелік правителів країн світу 161 року.
Список керівників держав 160 року — 161 рік — Список керівників держав 162 року — Список керівників держав за роками

## Європа
- Боспорська держава — цар Реметалк I Євпатор (153/154-174)
- Ірландія — верховний король Конайре Коем (157-165)
- Римська імперія
  - імператор Антонін Пій (138-161); Марк Аврелій (161-180); Луцій Вер (161-169)
    - консул Марк Аврелій (161)
    - консул Луцій Вер (161)
      - Белгіка — Авл Юній Пастор Луцій Цезенній Сосп (159-162)
      - Британія — Марк Стацій Пріск Ліциній Італік (161-162)
      - Дакія — Кальпурній Прокул (161-162)
      - Нижня Мезія — Марк Стацій Пріск Ліциній Італік (161)
      - Верхня Паннонія — Марк Ноній Макрін (159-162)
      - Нижня Паннонія — Гай Юлій Гемін Капелліан (159-161)
      - Фракія — Луцій Пуллієн Гаргілій Антик (158-161)

## Азія
- Аракан (династія Сур'я) — раджа Сана Сур'я (146-198)
- Близький Схід
  - Велика Вірменія — цар Вагарш I Сохемос (144-161); Бакур I (161-163)
  - Хим'яр — цар Тхаран I (160-170)
- Іберійське царство — цар Фарасман III (135-185)
- Індія
  - Кушанська імперія — великий імператор Хувішка I (140-183)
  - Царство Сатаваханів — магараджа Вашиштіпутра Пулумайї (136-158/164)
- Китай
  - Династія Хань — імператор Лю Чжи (146-168)
    - шаньюй південних хунну Їлінжоші Чжуцю (147—172)
- Корея
  - Когурьо — тхеван (король) Чхатхе (146-165)
  - Пекче — король Керу (128-166)
  - Сілла — ісагим (король) Адалла (154-184)
  - Осроена — Ма'ну VIII (139-163)
- Персія
  - Парфія — шах Вологез III (148-192)
- Сипау (Онг Паун) — Сау Кам К'яу (127-207 ?)
- Харакена — цар Орабаз II (150/151-165)
- плем'я Хунну — шаньюй Цзюйцзюйр (147-172)
- Японія — тенно (імператор) Сейму (131-191)
  - Азія — Квінт Корнелій Прокул (161-162)
  - Віфінія і Понт — Луцій Гедій Руф Лолліан Авіт (159-165)
  - Каппадокія — Марк Седацій Северіан (157-161)
  - Сирія — Луцій Аттидій Корнеліан (157-162)

## Африка
- Царство Куш — цар Адекеталі Такідеамані (146-165)
  - Африка — Квінт Воконій Сакса Фід (161-162)
  - Єгипет — Луцій Волузій Меціан (161)